# Дамбель
Дамбель (итал. Dambel) — коммуна в Италии, расположена в автономной области Трентино-Альто-Адидже, подчинена административному центру Тренто.
Население коммуны, на 01.01.2023 года, составляло 413 человек, плотность населения ─ 80,27 чел./км². Коммуна занимает площадь 5,07 км². 
Почтовый индекс — 38010. Телефонный код — 0463.
В коммуне 15 августа особо празднуется Успение Пресвятой Богородицы.

## Население
Динамика населения:

## Администрация коммуны
Главой коммуны является мэр Андреа Полло, с 4 мая 2025 года.